# The Music Box
The Music Box (br.: Caixa de Música / Entrega a Domicílio / Dois Músicos Desafinados (TV)) é um filme  curta-metragem do gênero comédia produzido nos Estados Unidos em 1932, dirigido por James Parrott e estrelado pela dupla Laurel & Hardy. Foi produzido por Hal Roach e distribuido pela Metro-Goldwyn-Mayer. Venceu o primeiro Óscar para melhor curta-metragem (comédia). Em 1997, o filme foi selecionado para preservação pelo  National Film Registry da Biblioteca do Congresso dos Estados Unidos por sua importância "cultura, histórica ou estética".

## Elenco
- Stan Laurel...Stan
- Oliver Hardy...Ollie

Não creditados
- Billy Gilbert...Professor Theodore von Schwarzenhoffen
- Gladys Gale...Madame von Schwarzenhoffen
- Sam Lufkin...policial
- Lilyan Irene...babá
- Charlie Hall...carteiro
- William Gillespie...vendedor do piano

## Sinopse
A Madame Theodore von Schwartzenhoffen vai a uma loja de instrumentos musicais e compra um piano para o marido, como presente-surpresa de aniversário. Laurel e Hardy ficam encarregados de entregarem a pesada caixa no endereço indicado, que para desgosto de ambos fica numa casa no alto de uma gigantesca escadaria.
Diligentemente, a dupla faz um tremendo esforço para empurrar a caixa pelos inúmeros degraus, mas são atrapalhados por uma babá e seu carrinho de bebê e pelo próprio professor Theodore que ignora que a entrega é para ele. E em meio as discussões, a caixa escalpa e volta ao ponto de partida várias vezes, tendo a dupla que recomeçar tudo de novo. Até que um carteiro avisa que há uma entrada ao nível da rua por outro lado e eles finalmente chegam ao endereço, mas sem encontrar ninguém em casa. Novamente é despendido um enorme esforço para transportar a caixa pela janela mas tudo parece em vão quando o professor chega e diz que não quer o piano e que deve ter havido algum engano.

## Locação

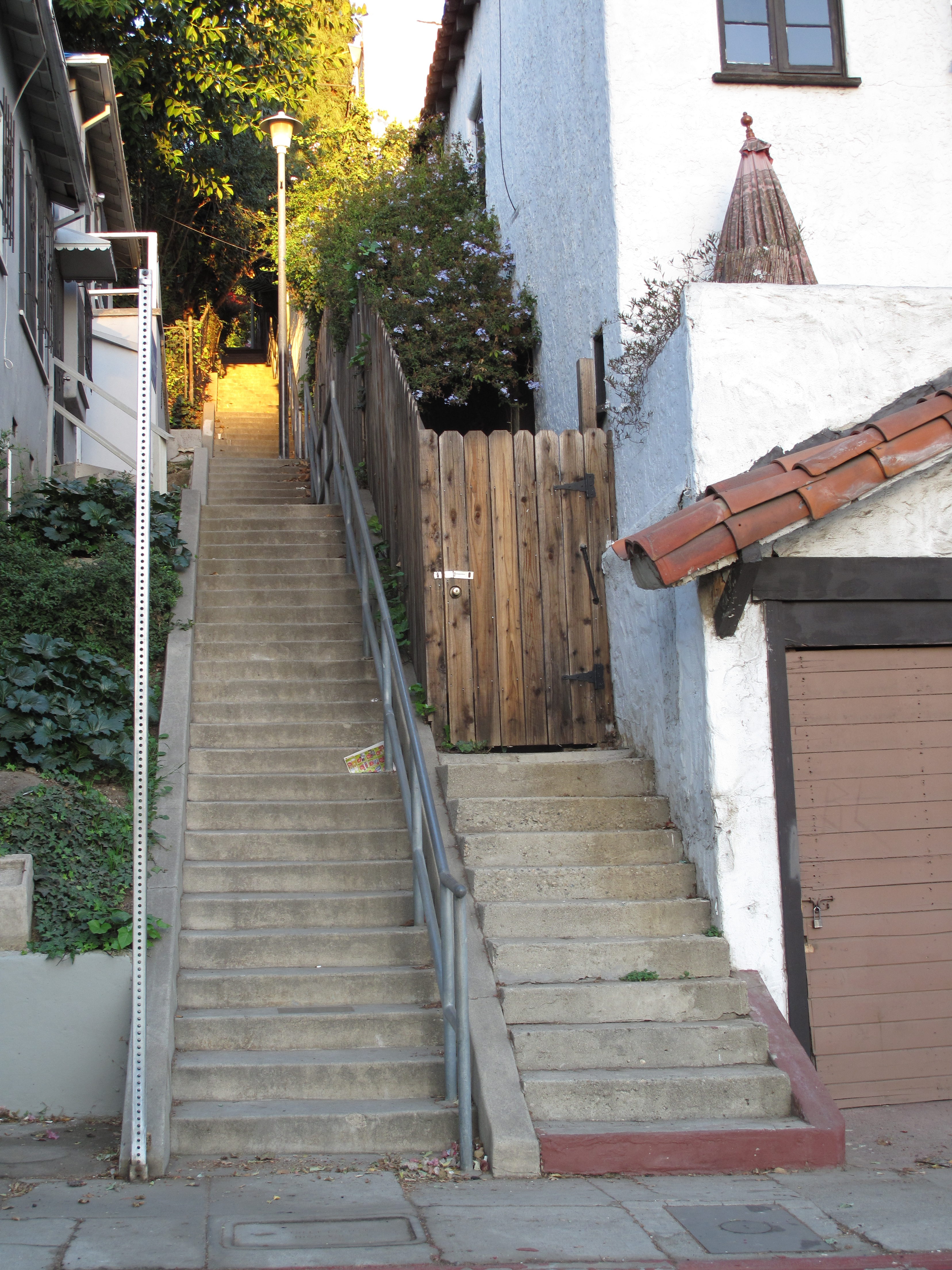
Imagem de 2009 das escadarias que são reais

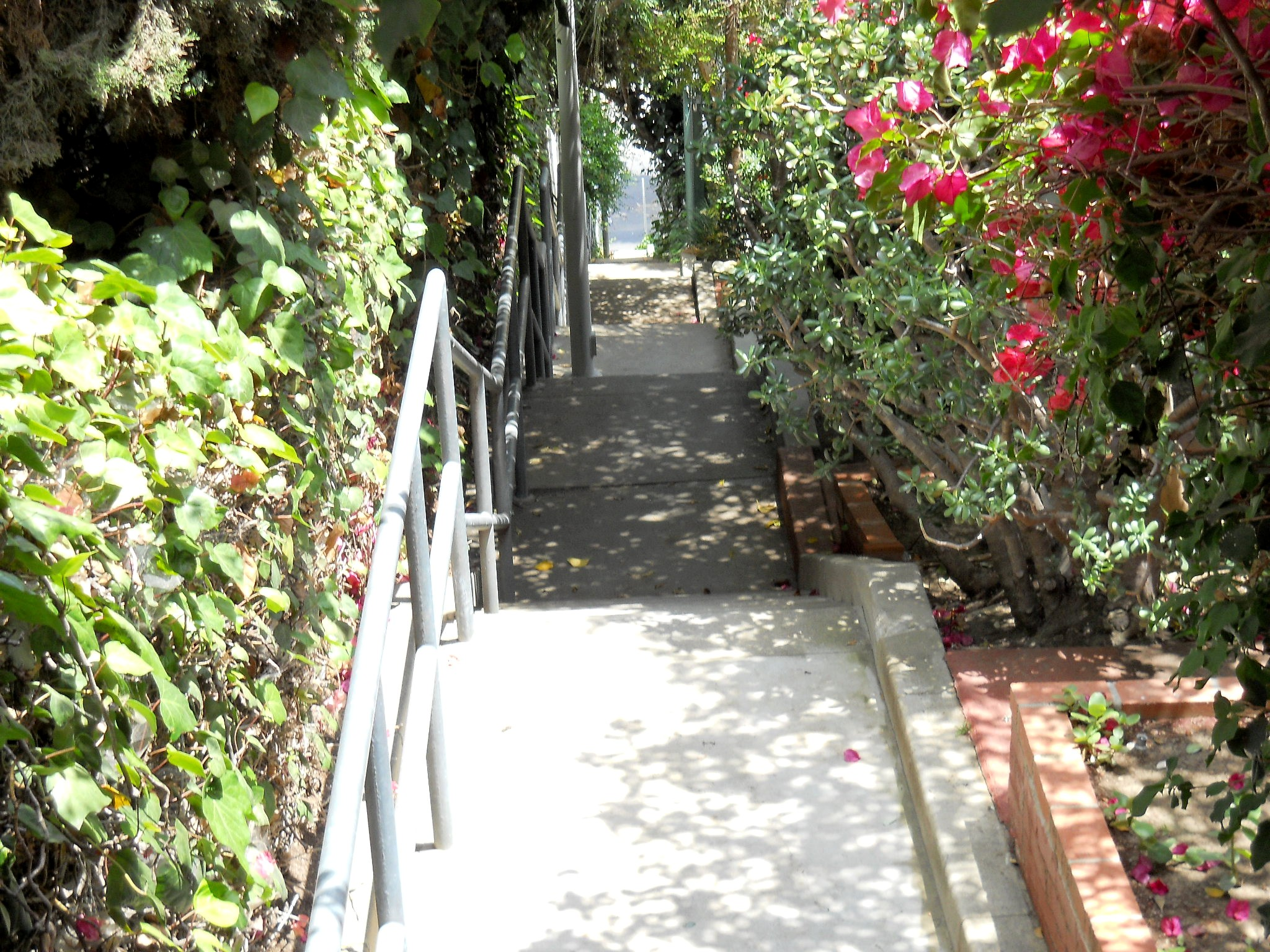
Vista do topo da escadaria em 2010

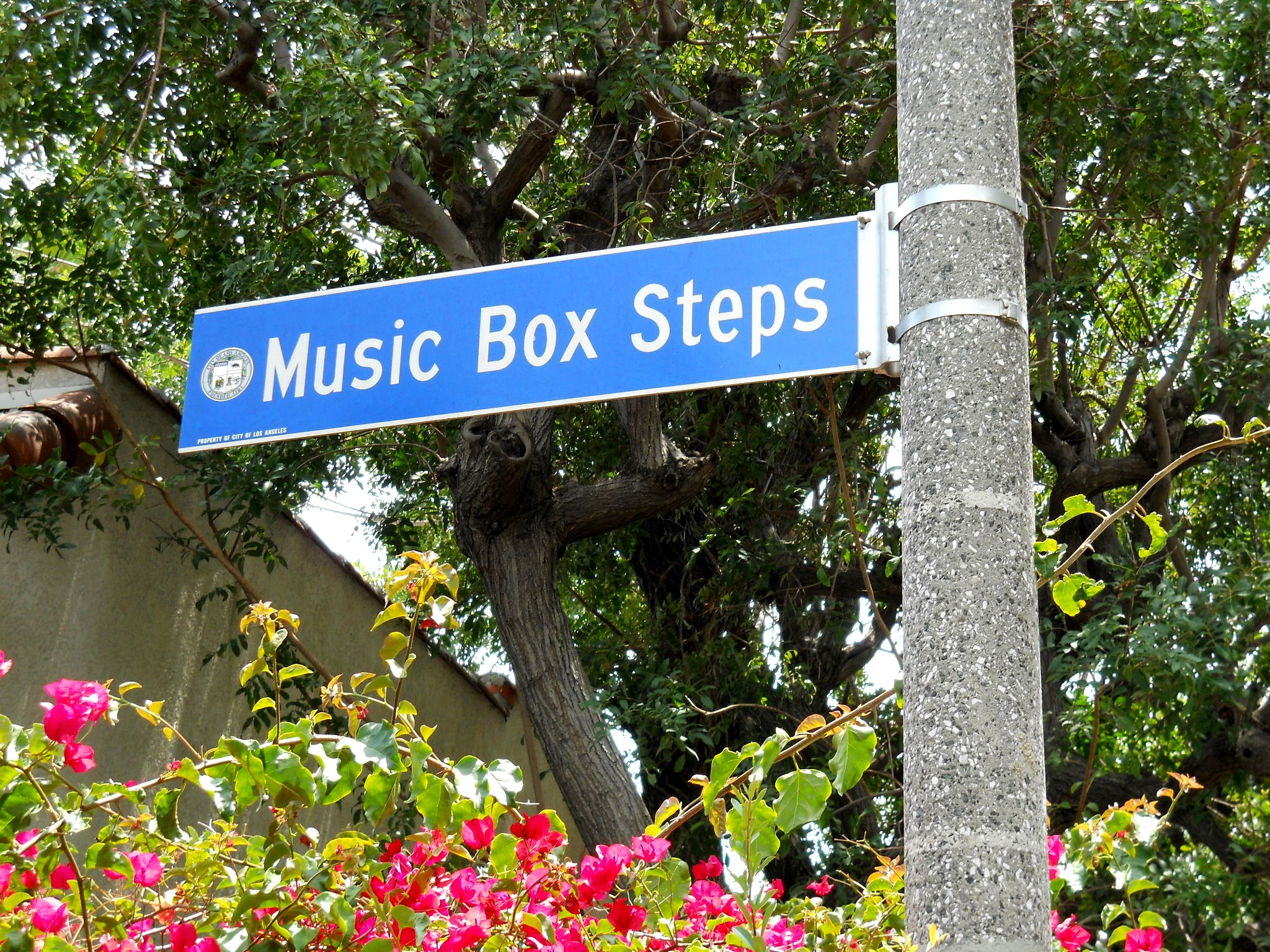
Placa no topo da colina, Descanso Drive

As escadarias, que são o tema central em The Music Box, ainda existem e ficam em Silver Lake, Los Angeles, Califórnia, nas proximidades do Laurel and Hardy Park. Os degraus são uma passagem pública que liga a Rua Vendome (na base da colina) com Descanso Drive (no alto da colina), e estão localizados nos números 923-925 da Rua Vendome, próxima da esquina com a Rua Del Monte. Uma placa comemorativa do filme foi colocada no alto na década de 1990 34° 04′ 59″ N, 118° 16′ 30,5″ O.
Os degraus podem ser vistos também na comédia muda de Charley Chase, Isn't Life Terrible? (1925), durante a cena em que Chase tenta vender canetas para Fay Wray. Também foram usadas para uma gag similar em Hats Off e The Music Box, e em Ice Cold Cocos (1926), comédia de Billy Bevan dirigida por Del Lord.
Ao contrário da crendice popular, a longa escadaria não foi utilizada pelos Três Patetas no filme de 1941  An Ache in Every Stake. Essas ficam localizadas aproximadamente a 3 quilômetros a noroeste, no endereço 2212 Edendale Place também em Silver Lake.

## Refilmagens
O filme é um remake parcial do curta-metragem mudo de 1927 Hats Off, considerado atualmente como um filme perdido, com as mesmas locações. Hats Off foi refilmado por Edgar Kennedy em 1945 com o título It's Your Move (1945), mas a escadaria utilizada é outra apesar de também em Silver Lake (é conhecida como Descanso Stairs, situada na esquina de Descanso e Larissa Drives, especificamente entre as residências 3217 Descanso Dr. e 3200-3206 Larissa Dr., um quarteirão da Sunset Blvd. que pode ser vista como um cenário em vários filmes).
Hal Roach Studios colorizou The Music Box em 1986 com som estéreo remasterizado e trilha sonora com música incidental do Hal Roach Studios com condução de Ronnie Hazelhurst. Essa versão foi posteriormente distribuída em VHS juntamente com a versão colorizada de Helpmates.